# Giulia Brunetti
Giulia Brunetti (* 1908 in Florenz; † 1986 ebenda) war eine italienische Kunsthistorikerin.

## Leben
Giulia Brunetti studierte Kunstgeschichte in Florenz, konnte danach aber als Tochter einer großen Familie keine feste Stelle annehmen, sie wirkte daher als freie Kunsthistorikerin an Ausstellungs- und Museumskatalogen mit. Ihr Lieblingsarbeitsgebiet war die Skulptur der Frührenaissance, aber auch zu vielen anderen Bereichen der Kunst der Renaissance publizierte sie Aufsätze. Sie verfasste unter anderem biografische Beiträge für Lexika, darunter für das Allgemeine Lexikon der Bildenden Künstler von der Antike bis zur Gegenwart oder das Dizionario Biografico degli Italiani. Von 1953 bis zu ihrem Tod war sie Mitglied des Redaktionsausschusses der Mitteilungen des Kunsthistorischen Instituts.

## Veröffentlichungen (Auswahl)
- mit Giulia Sinibaldi (Hrsg.): Pittura italiana del Duecento e Trecento. Catalogo della mostra giottesca di Firenze del 1937. Florenz 1943.
- Jacopo della Quercia a Firenze. In: Belle arti. 1951, S. 3–17.
- mit Luisa Becherucci (Hrsg.): Il Museo dell’Opera del Duomo a Firenze. 2 Bände, Mailand 1969–70.
- mit Marco Chiarini, Maria Sframeli: Disegni e incisione della raccolta Marucelli (sec. X–XVII). Catalogo. Florenz 1983.
- I disegni dei secoli XV e XVI della Biblioteca Marucelliana di Firenze. Rom 1990.